# خوسيه مانويل سيرانو
خوسيه مانويل سيرانو (بالإسبانية: José Serrano Arenas)‏ (17 مارس 1981 في إسبانيا - ) هو لاعب كرة قدم إسباني في مركز الدفاع. شارك مع منتخب إسبانيا تحت 16 سنة لكرة القدم ومنتخب إسبانيا تحت 17 سنة لكرة القدم ومنتخب إسبانيا تحت 18 سنة لكرة القدم. أما مع النوادي، فقد لعب مع إشبيلية أتلتيكو ورايو فايكانو ونادي خيريث ونادي قادش ونادي ليفانتي وAtlético Levante UD ‏ ونادي ديبورتيفو الكالا.

## وصلات خارجية
- خوسيه مانويل سيرانو على موقع قاعدة بيانات كرة القدم.إي يو (الإنجليزية)
- خوسيه مانويل سيرانو على موقع Soccerway.com (الإنجليزية)